# Everett-bülbül
Az Everett-bülbül (Hypsipetes everetti) a verébalakúak (Passeriformes) rendjébe, ezen belül a bülbülfélék (Pycnonotidae) családjába és a Hypsipetes nembe tartozó faj. 24-26 centiméter hosszú. A Fülöp-szigetek nedves erdőiben él, 1000 méteres tengerszint feletti magasságig. Gyümölcsökkel és rovarokkal táplálkozik. Márciustól júniusig költ.

## Alfajok
- H. e. everetti (Tweeddale, 1877) – keletközép- és délkelet-Fülöp-szigetek;
- H. e. catarmanensis (Rand & Rabor, 1969) – délközép-Fülöp-szigetek;
- H. e. haynaldi (W. Blasius, 1890) – délnyugat-Fülöp-szigetek.

## Fordítás
- Ez a szócikk részben vagy egészben  a   Yellowish bulbul című angol Wikipédia-szócikk fordításán alapul.  Az eredeti cikk szerkesztőit annak laptörténete sorolja fel. Ez a jelzés csupán a megfogalmazás eredetét és a szerzői jogokat jelzi, nem szolgál a cikkben szereplő információk forrásmegjelöléseként.